# Zemský okres Neustadt an der Waldnaab
Zemský okres Neustadt an der Waldnaab (německy Landkreis Neustadt an der Waldnaab) je okresem v bavorském vládním obvodě Horní Falc. Jeho centrem je město Neustadt an der Waldnaab. Sousedí s Českou republikou. Okres obklopuje samostatný městský okres Weiden in der Oberpfalz. Okresy Neustadt an der Waldnaab a Tirschenreuth, jakož i město Weiden in der Oberpfalz tvoří severní oblast vládního obvodu Horní Falce. Okres je členem spolku metropolitní oblasti Norimberk.

## Poloha
Okres leží v Hornofalckém lese v severní části Horní Falce. Nejvyšší nadmořskou výškou je hora Entenbühl nedaleko hranic s Českou republikou s 901 metry. Největšími řekami v okrese jsou Waldnaab, Haidenaab, Fichtelnaab a Pfreimd, všechny zdroje a přítoky řeky Náby, které vznikají spojením Waldnaab a Haidenaab v jižní části okresu.

## Města a obce
| Města | Obce |
| --- | --- |
| 1. Eschenbach in der Oberpfalz 2. Grafenwöhr 3. Neustadt am Kulm 4. Neustadt an der Waldnaab 5. Pleystein 6. Pressath 7. Vohenstrauss 8. Windischeschenbach Obce s tržním právem (Markt) 1. Eslarn 2. Floss 3. Kirchenthumbach 4. Kohlberg 5. Leuchtenberg 6. Luhe-Wildenau 7. Mantel 8. Moosbach 9. Parkstein 10. Tännesberg 11. Waidhaus 12. Waldthurn | 1. Altenstadt an der Waldnaab 2. Bechtsrieth 3. Etzenricht 4. Flossenbürg 5. Georgenberg 6. Irchenrieth 7. Kirchendemenreuth 8. Pirk 9. Püchersreuth 10. Schirmitz 11. Schlammersdorf 12. Schwarzenbach 13. Speinshart 14. Störnstein 15. Theisseil 16. Trabitz 17. Vorbach 18. Weiherhammer |

## Sousední okresy
Okres hraničí s těmito okresy od severu: Tirschenreuth,  Plzeňský kraj v České republice, Schwandorf, Amberg-Sulzbach a Bayreuth. 
| Růžice kompasu | Bayreuth                              | Tirschenreuth |               | Růžice kompasu |
| Růžice kompasu |                                       | Sever         | Plzeňský kraj | Růžice kompasu |
| Růžice kompasu | Zemský okres Neustadt an der Waldnaab |               | Plzeňský kraj | Růžice kompasu |
| Růžice kompasu | Jih                                   |               | Plzeňský kraj | Růžice kompasu |
| Růžice kompasu | Amberg-Sulzbach                       |               | Schwandorf    | Růžice kompasu |

## Dějiny

### Soudní správa

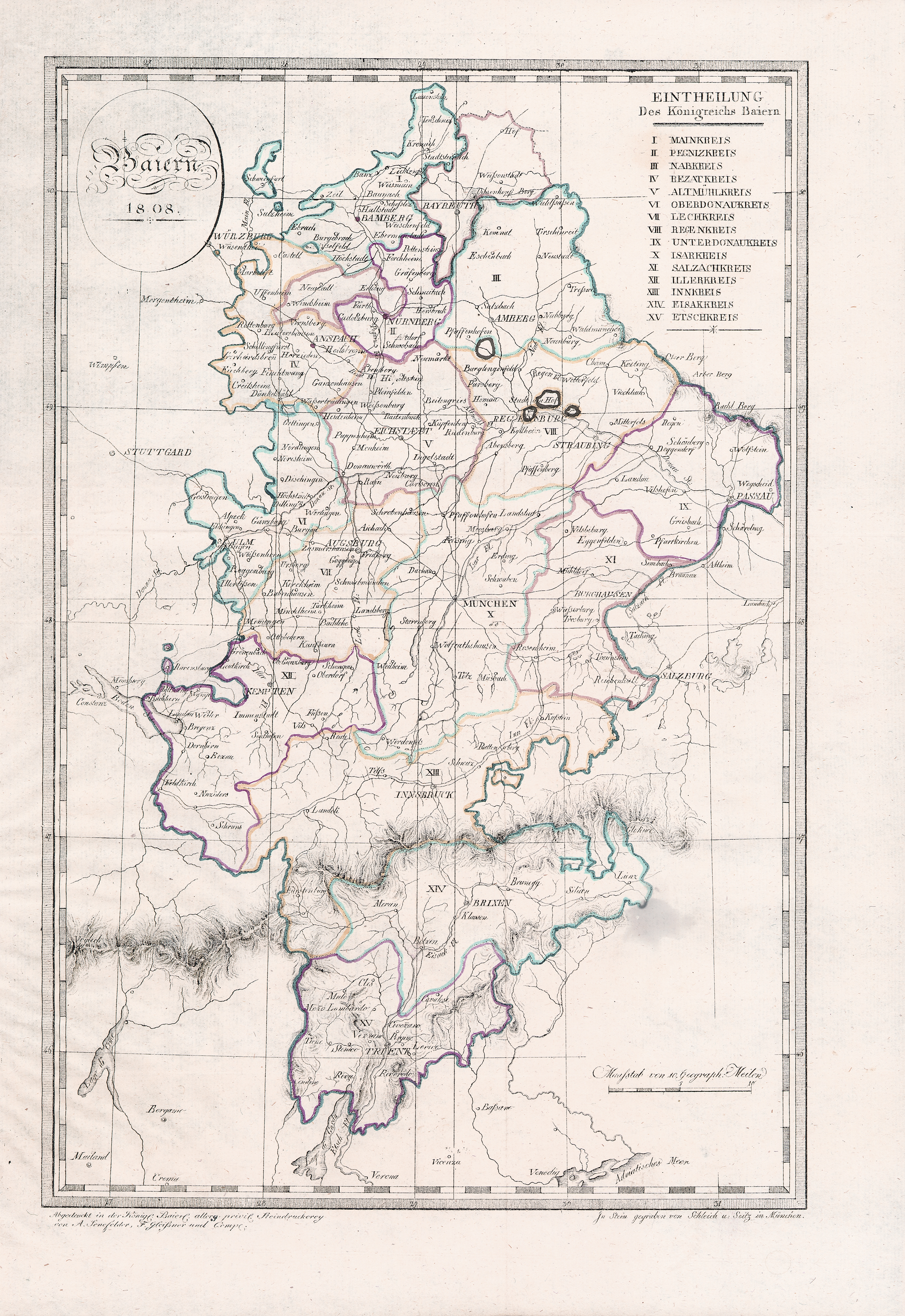
Rozdělení Bavorska do krajů k roku 1808

Oblast dnešního okresu Neustadt an der Waldnaab byla dříve součástí tzv. Severní župy, později Horní Falce a od roku 1628 Bavorského kurfiřtství. Oblast prošla četnými restrukturalizacemi a politickými změnami. V roce 1803 byly v ponapoleonském období zřízeny okresní soudy Neustadt an der Waldnaab, Eschenbach in der Oberpfalz, Kemnath a Vohenstrauß. Patřili k Nábskému kraji, od roku 1810 k Mohanskému kraji, od roku 1817 k Kraji horního Mohanu, přičemž Vohenstrauss se stal součástí Řezenského kraje. V roce 1838 všechna tato místa zahrnula správa nově vytvořené oblasti Horní Falce. Současně byl ve Weidenu in der Oberpfalz vytvořen samostatný krajský soud. V roce 1841 byl od okresního soudu v Auerbachu v Horní Falci oddělen okresní soudu v Eschenbachu a v roce 1849 okresní soud Erbendorf vzniklý z částí předchozích okresních soudů Kemnath, Neustadt an der Waldnaab, Waldsassen a Tirschenreuth, tedy také z částí Štiftska.

### Okresní úřady
Okresní úřad Neustadt an der Waldnaab byl založen v roce 1862 sloučením krajských soudů ze staršího období Neustadt an der Waldnaab a Weiden in der Oberpfalz. Podobně byly místní soudy Auerbach a Eschenbach sloučeny do okresního úřadu Eschenbach a okresní soudy Erbendorf a Kemnath do okresního úřadu Kemnath, zatímco okresní úřad Vohenstrauß pokračoval v činnosti okresního soudu Vohenstrauß.
Od roku 1883 do roku 1898 byl okresním správcem v okresním úřadu v Neustadtu an der Waldnaab Sigmund Hieronymus Castner.
1. ledna 1880 bylo na okresní úřad Neustadt an der Waldnaab převedeno v rámci reformy uspořádání bavorských okresních úřadů několik obcí od okresního úřadu Kemnath.  
1. ledna 1919, po první světové válce, město Weiden in der Oberpfalz opustilo okres Neustadt an der Waldnaab a stalo se samostatným městským okresem. 

### Zemské okresy
Zemské okresy byly v Německu zavedeny v rámci správní reformy 1. ledna 1939. Okresními úřady se staly okresy Eschenbach in der Oberpfalz, Kemnath, Neustadt an der Waldnaab a Vohenstrauss. V důsledku rozpuštění některých obcí kvůli rozšíření vojenského výcvikových prostorů v oblasti Grafenwöhr se počet obcí v okrese snížil.
V roce 1946 byl okres Neustadt an der Waldnaab rozšířen o obec Schadenreuth z okresu Kemnath, která byla začleněna do katastru Erbendorfu.

### Zemský okres Neustadt and der Waldnaab
V rámci regionální reformy v Bavorsku byl 1. července 1972 nově upraven okres Neustadt an der Waldnaab:
- Součástí okresu se stala většina z rozpuštěného okresu Eschenbach in der Oberpfalz.
- Do okresu přibyly všechny obce z rozpuštěného okresu Vohenstrauß.
- Obec Mockersdorf byla připojena do okresu z rozpuštěného okresu Kemnath.
- Obec Holzhammer přešla z okresu Neustadt an der Waldnaab do okresu Amberg-Sulzbach.
- Obce Erbendorf, Grötschenreuth, Hauxdorf, Krummennaab, Reuth bei Erbendorf, Röthenbach, Thumsenreuth, Wetzldorf a Wildenreuth přešly z okresu Neustadt an der Waldnaab do okresu Tirschenreuth.
- Z okresu Neustadt an der Waldnaab byly osady Frauenricht, Muglhof a Neunkirchen bei Weiden začleněny do nezávislého města Weiden.

## Hospodářství a doprava
Na konci 19. století byl tahounem okresu sklářský průmysl. V roce 1985 stále existovalo šest z devíti závodů na olověné sklo. Hospodářská situace okresu ve srovnání s celým západním Německem byla značně negativní, vinou byla blízkost uzavřených hranic s Československem na východě či americká vojenská oblast na západě okresu. Cestovní ruch nebyl v okrese až do 80. let vůbec podporován. Mezi 237 německými okresy patřil mezi pouhých 22 s hrubým domácím produktem pod 10 000 DM na hlavu. Okres také bojoval s nadprůměrnými emigračními tendencemi a silnou nezaměstnaností. V okrese měli pracovníci i silně podprůměrný příjem.

### Doprava

#### Železnice
Hlavní trasa železniční dopravy sleduje údolí Náby ze severu na jih. Dopravní společnost AG der Bayerische Ostbahnen provozovala od roku 1863 železnici z Řezna do Weidenu, která byla brzy rozšířena přes Pressath do Bayreuthu. V roce 1864 byla vybudována trasa z Weidenu přes Neustadt an der Waldnaab do Chebu. Železnice dokončená v roce 1875 z Weidenu přes Weiherhammer ve směru na Neukirchen–Norimberk byla také prací Bayerische Ostbahnen. 
Další rozšíření sítě převzala firma Bayerischen Staatseisenbahnen: Od roku 1878 budovala spojení Norimberk–Marktredwitz, která procházela severozápadním okrajem okresu poblíž Vorbachu. 
50 km dlouhá místní trať Neustadt an der Waldnaab – Floß – Eslarn začala fungovat v roce 1886 až do Vohenstraußu, v roce 1900 dosáhla hraničního města Waidhaus a až do Eslarnu byla dokončena v roce 1908. Odbočka trati z Floßu do Flossenbürgu byla připojena až v roce 1913. Původně se používala pouze pro nákladní dopravu, od roku 1938 ale připojila koncentrační tábor ve Flossenbürgu. Po skončení druhé světové války byla trať demontována. 
V roce 1904 byl okres Eschenbach spojen železnicí přes Pressath–Grafenwöhr–Kirchenthumbach. Brzy poté, v roce 1910, byla v Grafenwöhru vybudována pobočná trať ke skladům, která byla po dlouhou dobu používána pouze pro vojenskou dopravu do výcvikového prostoru.

#### Silniční spojení

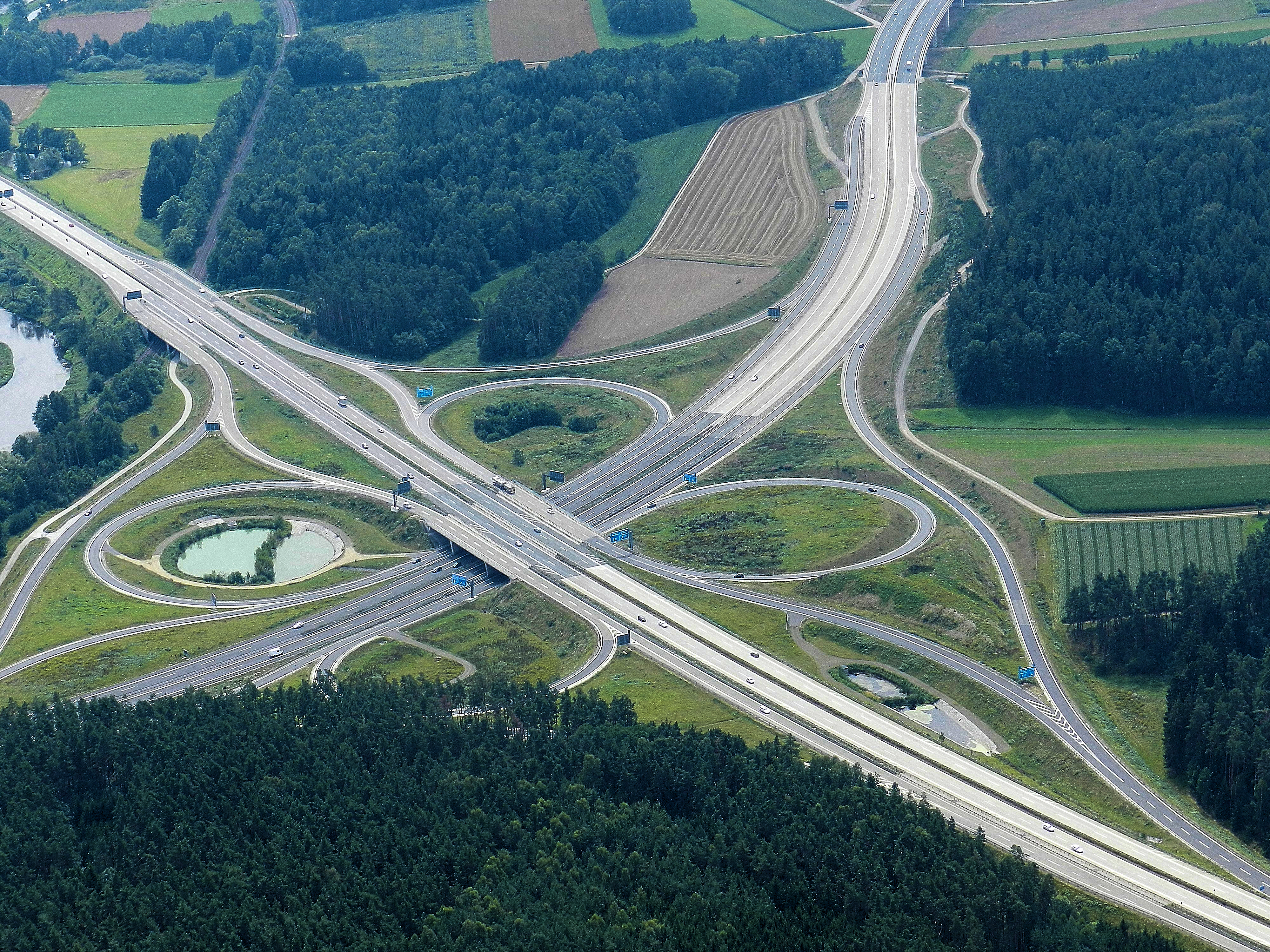
Dálniční křižovka dálnic A6 a A93

Federální dálnice A6 (Norimberk–Waidhaus / státní hranice s Českou republikou) prochází okresem ve směru od západu na východ a federální dálnice A93 (dálniční trojúhelník Hochfranken–Řezno) ve směru sever–jih. Kromě toho slouží meziměstskému provozu federální silnice vyšší třídy 15, 22, 299 a 470.

#### Energetika
V Etzenricht je umístěna rozvodna 380 kV, ze které vede trasa 380 kV do České republiky. Od roku 1992 do roku 1995 byla v této rozvodně umístěna jediná krátká  HVDC spojka v Německu. V přehradě Tanzmühle je umístěna vodní elektrárna, která napájí síť 110 kV.

## Ochrana přírody
V okrese Neustadt an der Waldnaab je Bavorským státním úřadem pro životní prostředí (stav k srpnu 2016) označeno 13 chráněných krajinných oblastí, sedm chráněných přírodních rezervací, 13 významných přírodních památek a nejméně 72 geotopů.